# Yaesu VX-7R

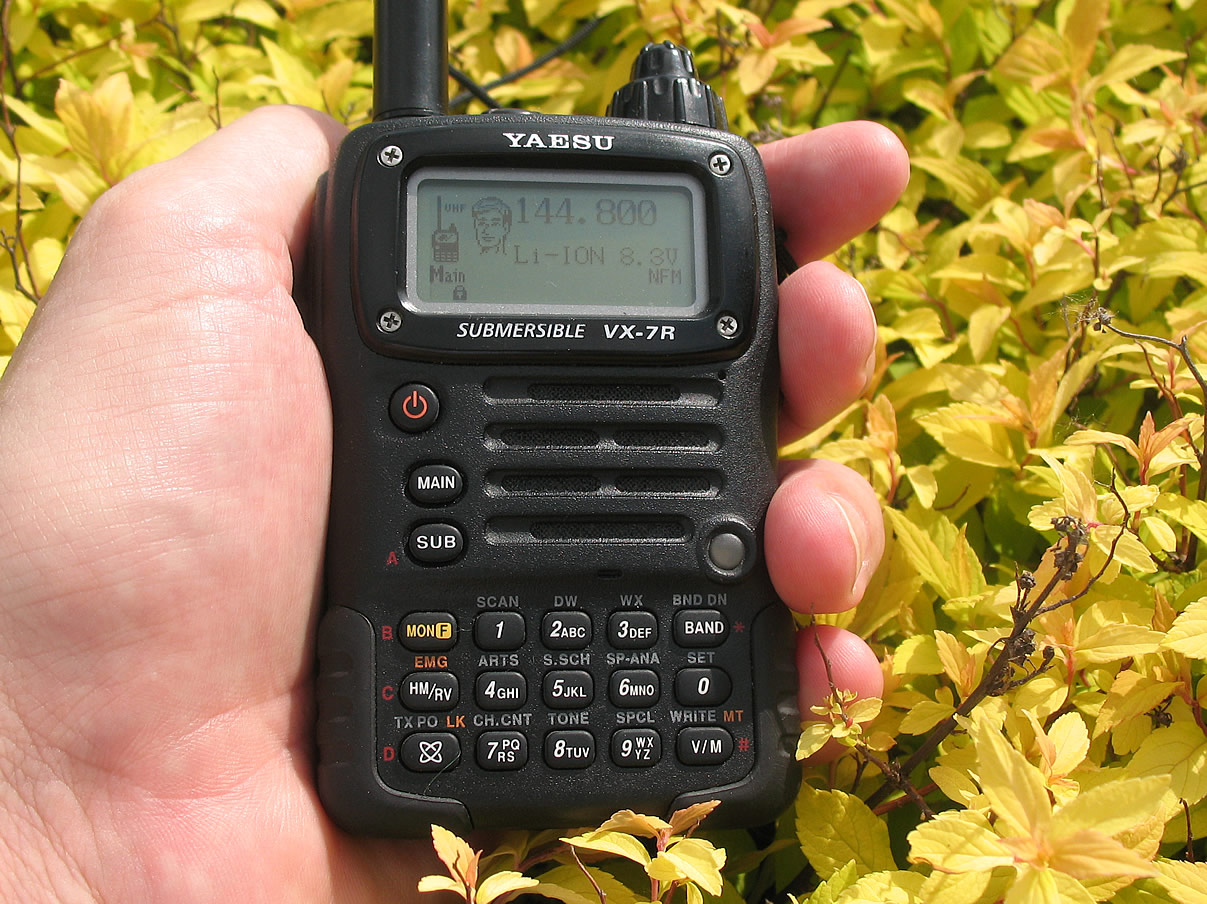
YAESU VX-7R

Das Yaesu VX-7R ist ein Handfunkgerät für den Amateurfunkbetrieb. Dieses Handsprechfunkgerät ist für die 6-m-, 2-m- und 70-cm-Amateurbänder vorgesehen. Das Funkgerät hat einen durchgehenden Empfänger eingebaut und kann so auf Frequenzen von 1 bis 990 MHz empfangen. Die maximale Sendeleistung beträgt 5 Watt.
Das Gerät ist wasserdicht (IP X7) und kann mit einem barometrischen Sensor ausgestattet werden. An einer 4-poligen Klinkenbuchse mit zusätzlicher Verschraubung können externe Mikrofone angeschlossen werden. Die Stromversorgung erfolgt mittels eines Lithium-Ionen-Akkus.
Die Programmierung kann sowohl über das Tastenfeld, als auch mittels des an der 4-poligen Klinkenbuchse anzuschließenden Interface erfolgen, es ist jedoch weniger umständlich, diese über einen Computer durchzuführen.
Sein Nachfolger ist das seit Mitte 2009 in Deutschland erhältliche Handsprechfunkgarät VX-8R.

## Technische Daten
- 900 Speicherplätze
- Breitband-Empfänger, 500 kHz – 999 MHz
- CTCSS / DCS
- 1750-Hz-Rufton
- Dualbandempfang (allerdings mit gemeinsamer Lautstärkeregelung)
- ARTS
- Hintergrundbeleuchtung für Display und Tastenfeld
- DTMF-Encoder
- Temperatursensor und Spannungssensor serienmäßig,
- Barometrischer Sensor optional
- Wasserdicht (30 Minuten in 1 Meter Tiefe)